# Taiyou Sentai Sun Vulcan
Taiyou Sentai Sun Vulcan (太陽戦隊サンバルカン (Thái dương Chiến đội Sun Vulcan) Taiyō Sentai San Barukan), dịch là Chiến đội Thái dương Sun Vulcan, là seri truyền hình tokusatsu Super Sentai thứ 5 sản xuất bởi Công ty Toei. Nó phát sóng từ ngày 7 tháng 2 năm 1981 đến 30 tháng 1 năm 1982 và là seri Super Sentai duy nhất có sự tiếp nối của phần trước, Denshi Sentai Denziman. Cho đến nay, đây là đội Sentai duy nhất chỉ vỏn vẹn 3 chiến binh mà không có thành viên nữ.
Tên quốc tế của nó đơn giản là Sun Vulcan 
Khẩu hiệu của họ là "Sáng lên! Taiyou Sentai Sun Vulcan!"(Kagayake! Taiyō Sentai San Barukan!)

## Nhân vật

### Sun Vulcan
- Ryuusuke Oowashi (大鷲 龍介 (Đại Tựu Long Giới) Ōwashi Ryūsuke?) / Vul Eagle I (初代バルイーグル Shodai Baru Īguru?) (Episodes 1-23)
- Takayuki Hiba (飛羽 高之 (Phi Vũ Cao Chi) Hiba Takayuki?) / Vul Eagle II (2代目バルイーグル Nidaime Baru Īguru?) (Episodes 23-50)
- Kin'ya Samejima (鮫島 欣也 (Giao Đảo Hân Dã) Samejima Kin'ya?) / Vul Shark (バルシャーク Baru Shāku?)
- Asao Hyou (豹 朝夫 (Báo Triều Phu) Hyō Asao?) / Vul Panther (バルパンサー Baru Pansā?)

### Đế chế Máy móc Black Magma
- Thần Toàn Năng (全能の神 Zennō no Kami?), hay còn gọi là Thần Mặt Trời Đen (黒い太陽神 Kuro Taiyōshin?) là thủ lĩnh thực sự của Black Magma. Hắn được cho là có mối liên hệ với nền văn minh Inca và Maya. Vị Thần Toàn Năng này thường giao tiếp với Thủ lĩnh Hell Saturn thông qua một thần tượng.
- Thủ lĩnh Hell Saturn (ヘルサターン総統 Heru Satān Sōtō?) là thủ lĩnh được cho là của Đế chế Máy móc Black Magma nhưng được tiết lộ là tay sai của Thần Toàn Năng.
- Nữ hoàng Hedrian (ヘドリアン女王 Hedorian Joō?) là Hoàng hậu của tộc Vader và sau đó là một nữ tướng của Đế chế. Một thời gian sau khi rời khỏi Lâu đài Vader, Hedrian bằng cách nào đó ngủ đông và trôi dạt về phía Bắc Cực, nơi thi thể của bà được Lãnh đạo Hell Saturn phát hiện.

## Các tập
1. The Machine Empire of the North Pole (北極の機械帝国 Hokkyoku no Kikai Teikoku?)
2. The Day Mankind Lapses (人類が消滅する日 Jinrui ga Shōmetsu Suru Hi?)
3. Iron Claw Challenging Japan (日本に挑む鉄の爪 Nihon ni Idomu Tetsu no Tsume?)
4. Boy, Detective Work and Spy (少年探偵とスパイ Shōnen Tantei to Supai?)
5. The Wicked Sun God (邪悪な太陽神 Jaaku na Taiyōshin?)
6. The House Ruled by Machines (機械の支配する家 Kikai no Shihai Suru Uchi?)
7. Beast, Batter, and Tears (野獣バッターと涙 Yajū Battā Namida?)
8. Father Sings a Song of Diligence (父が歌う手まり唄 Chichi ga Utau Temameri Uta?)
9. Papa Became a Monster (怪物になったパパ Kaibutsu ni Natta Papa?)
10. The Poison Spider Mansion Ambush (待ちぶせ毒ぐも館 Machibuse Doku Kumo Kan?)
11. The Mecha Girl of Sadness (哀しみのメカ少女 Kanashimi no Meka Shōjo?)
12. The Queen Who Eats Diamonds (ダイヤを食う女王 Daiya o Kū Joō?)
13. The Living Black Ball (生命を持つ黒い玉 Seimei o Motsu Kuroi Tama?)
14. The Day the Earth Surrenders (地球が降伏する日 Chikyū ga Kōbuku Suru Hi?)
15. The Queen's Greed Dance (女王の欲ばり踊り Joō no Yokubari Odori?)
16. A Demon Runs the Schoolyard (悪魔が校庭を走る Akuma ga Kōtei o Hashiru?)
17. Ghost Story! The Valley of Goblins (怪談！お化けの谷 Kaidan! Obake no Tani?)
18. The Surprising Big Star (びっくり大スター Bikkuri Dai Sutā?)
19. The Dangerous 100-Point Boy (危険な100点少年 Kiken na Hyakuten Shōnen?)
20. The Machine Wrestler's Trap (機械レスラーの罠 Kikai Resurā no Wana?)
21. Love Brought by the Sea Breeze (潮風がはこぶ愛 Shiokaze ga Hakobu Ai?)
22. Tokyo Big Panic! (東京大パニック！ Tōkyō Dai Panikku?)
23. Galaxy Haunts' Female Commander (銀河魔境の女隊長 Ginga Makkyū no Onna Taichō?)
24. Hamanako's Nessie (浜名湖のネッシー Hamanako no Nesshī?)
25. The Hole of the Shocking Sea Serpent (ドッキリ海蛇の穴 Dokkiri Umihebi no Ana?)
26. Starving Filling Cooking (ハラペコ満腹料理 Harapeko Manpuku Ryōri?)
27. A Midsummer Night's Great Fear (真夏の夜の大恐怖 Manatsu no Yoru no Dai Kyōfu?)
28. Is Sukehachi Friend or Foe? (助八は敵か味方か Suke Hachi wa Teki ka Mikata ka?)
29. Pretty Swordsman, White Rose Mask (美剣士白バラ仮面 Bikenshi Shiro Bara Kamen?)
30. Dream of the Giant Monster's Big Riot (大暴れ夢の大怪獣 Dai Abare Yume no Daikaijū?)
31. Big Tokyo Numbing Ondo (大東京シビレ音頭 Dai Tōkyō Shibire Ondo?)
32. Arrest the Face-Thief (顔泥棒を逮捕せよ Kao Dorobō o Taima Seyo?)
33. The Hateful, Stylish Thief (憎いおしゃれ泥棒 Nikui Oshare Dorobō?)
34. The Cursed Dead (呪われた亡霊た Norowareta Hōreitachi?)
35. Friends!? La Cucaracha (友達！？クカラッチャ Tomodachi!? Kukaratcha?)
36. The Esper (エスパー Esupā?)
37. Himiko! (日見子よ Himiko yo?)
38. Asao Hyou's Dad-Lord (豹朝夫のおやじ殿 Hyō Asao no Oyaji Dono?)
39. Falling on Her Rear, Tomboy Daughter (尻もちおてんば娘 Shirimochi Otenba Musume?)
40. The Best Friend Assassination Angel (なかよし暗殺天使 Nakayoshi Ansatsu Tenshi?)
41. Seven Changing Doronpa Raccoon-Dogs (七化けドロンパ狸 Shichi Bakeru Doronpa Tanuki?)
42. Daydreams of Boys Who Sleep In (寝坊少年の白昼夢 Nebō Shōnen no Hakuchūmu?)
43. You too Can Become a Genius (君も天才になれる Kimi mo Tensai ni Nareru?)
44. The Great Escape - Heli Explosion (大脱走・ヘリ爆破 Dai Dassō - Heri Bakuha?)
45. The Galaxy's Invincible Electric Man (銀河無敵の電気男 Ginga Muteki no Denki Otoko?)
46. The Female Commander's (Secret) Plan (女隊長の（秘）作戦 Onna Taichō no (Hi) Sakusen?)
47. The Machine Empire's Rebellion (機械帝国の反乱 Kikai Teikoku no Hanran?)
48. The Giant Aircraft Carrier has been Stolen (奪われた巨大空母 Ubawareta Kyodai Kūbo?)
49. The Queen's Last Appirition Art (女王最期の妖魔術 Joō Saigo no Yōma Jutsu?)
50. Shine, North Pole Aurora (輝け北極オーロラ Kagayake Hokkyoku Ōrora?)

## Diễn viên
- Ryuusuke Oowashi: Ryūsuke Kawasaki (川崎 龍介 Kawasaki Ryūsuke?)
- Takayuki Hiba: Takayuki Godai (五代 高之 Godai Takayuki?)
- Kin'ya Samejima: Kin'ya Sugi (杉 欣也 Sugi Kin'ya?)
- Asao Hyou: Asao Kobayashi (小林 朝夫 Kobayashi Asao?)
- Daizaburou Arashiyama: Shin Kishida (岸田 森 Kishida Shin?)
- Misa Arashiyama: Yumi Nemoto (根本 由美 Nemoto Yumi?)
- President Hell Satan: Shozo Izuka(lồng tiếng)
- Queen Hedrian: Machiko Soga
- Inazuma Ginga: Takeshi Watabe(lồng tiếng); Jyunichi Haruta (body)
- Narration: Tōru Ōhira
- Amazon Killer: Yukie Kagawa
- Sun Vulcan Robo: Eiji Kanie

## Bài hát
Đầu
- "Taiyou Sentai Sun Vulcan" (太陽戦隊サンバルカン Taiyō Sentai Sanbarukan?)
  - Lời: Keisuke Yamakawa
  - Sáng tác: Michiaki Watanabe
  - Thể hiện: Akira Kushida, Koorogi '73

Kết
- "Wakasa wa Plasma" (若さはプラズマ Wakasa wa Purazuma?, "Youth is a Plasma")
  - Lời: Keisuke Yamakawa
  - Sáng tác: Michiaki Watanabe
  - Thể hiện: Akira Kushida
  - Tập: 1-33
- "Ichi tasu Ni tasu Sun Vulcan" (1たす2たすサンバルカン Ichi tasu Ni tasu Sanbarukan?, "One plus Two plus Sun Vulcan")
  - Lời: Keisuke Yamakawa
  - Sáng tác: Michiaki Watanabe
  - Thể hiện: Akira Kushida
  - Tập: 34-50